# 微软出版社
微軟出版社（英語：Microsoft Press）是微軟負責針對其產品與技術出版著作的事業部門，著作包含了一般性的入門書、教學手冊、專家手冊、參考用書等等。MCP考試的參考用書也是由微軟出版社出版，稱為「自學教材」 (Self-Paced Training kit)。
微軟出版社成立于1983年，是微软的直属分支机构，目前配屬於Microsoft Learning事業群中。

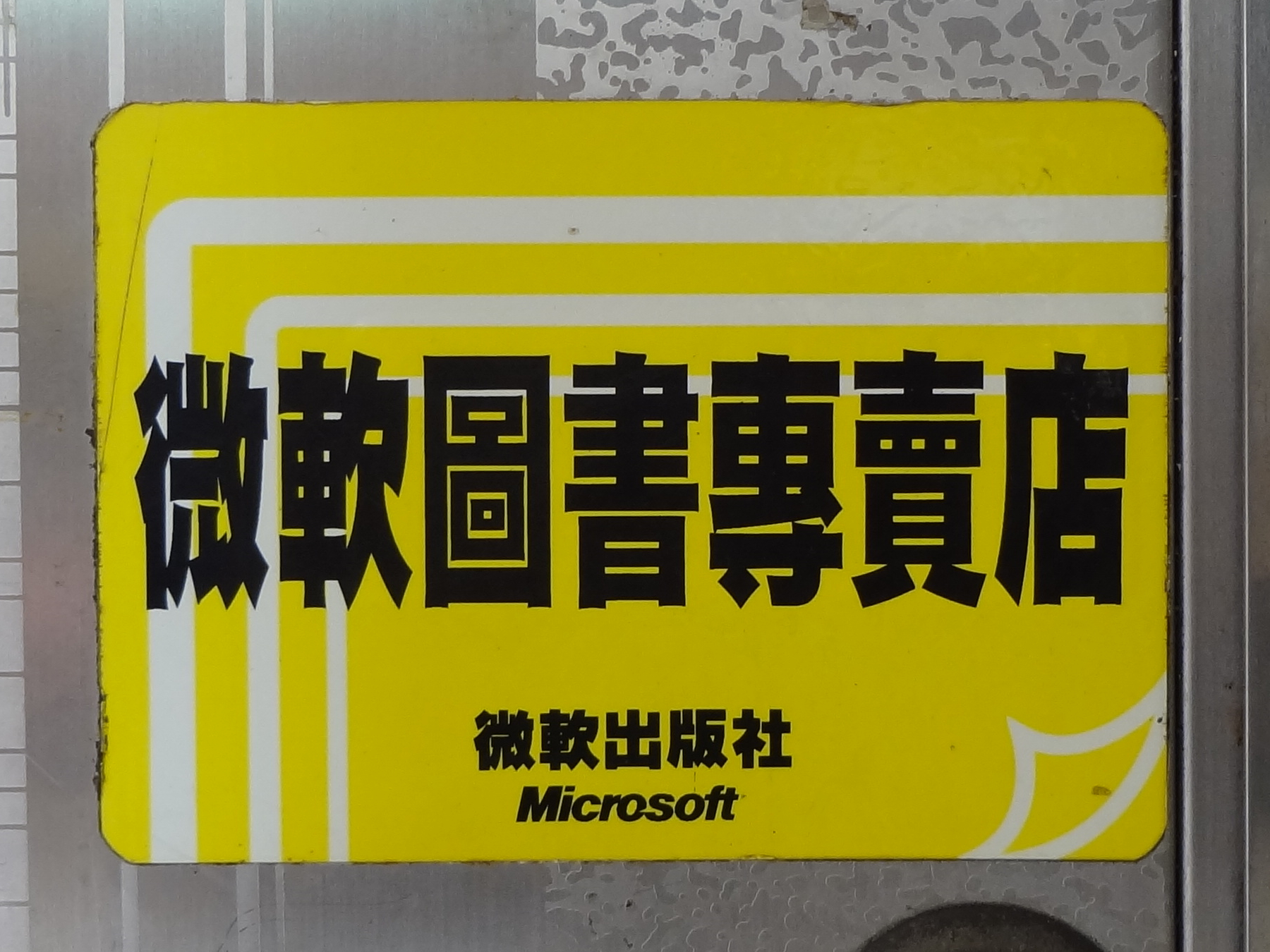
台灣微軟製發的微軟出版社圖書專賣店標示貼紙

## 知名作者
微軟出版社自成立至今，已培養出數位知名的技術作家，例如：
- Charles Petzold，以 Programming Windows 一書揚名國際，此書為公認的 Windows API 學習用書，目前已出至第六版。
- Jeff Prosise，其知名著作為 Programming Windows with MFC。
- Jeffrey Richter，以 Advanced Windows 一書揚名，被列為 Windows API 的進階讀物，目前則改名為 Programing Applications for Microsoft Windows。

## 知名書籍
- Programming Windows系列，自1988年出版以來，被公認是Windows API的聖經級學習與參考用書[3]。此書在台灣最早由松格資訊翻譯，並分為上下兩冊 (Programming Windows 95)，後由華彩軟體接手，目前則是由文魁資訊出版並銷售。
- Programming Windows with MFC系列，公認的MFC學習用書，此書曾由台灣的松格資訊翻譯為中文版，全書厚約1200頁，目前由文魁資訊出版。
- Windows Internals，以描述Windows核心的內容為主，全書描寫了Windows的系統層次架構，深受低階或系統層次程式開發人員的喜愛。
- Advanced Windows，以描述高階Windows API應用為主，後改名為Programming Applications for Microsoft Windows，與 Charles Petzold的Programming Windows 並列Windows開發人員必讀聖典之一。